# Jérémy Chardy
Jérémy Chardy (ur. 12 lutego 1987 w Pau) – francuski tenisista, reprezentant w Pucharze Davisa.

## Kariera tenisowa
Jako junior został w 2005 roku mistrzem Wimbledonu w grze pojedynczej chłopców. W finale pokonał Robina Haasego. W tym samym sezonie rozpoczął karierę profesjonalną.
Najlepszym rezultatem Francuza w turnieju wielkoszlemowym jest ćwierćfinał Australian Open 2013. Wyeliminował m.in. Juana Martína del Potra, a przegrał z Andym Murrayem. W lipcu 2009 roku Chardy wygrał swój pierwszy turniej rangi ATP World Tour w grze pojedynczej, pokonując w finale w Stuttgarcie Rumuna Victora Hănescu 1:6, 6:3, 6:4. Ponadto w tym samym roku doszedł do finału rozgrywek w Johannesburgu. Do kolejnego finału w cyklu ATP World Tour awansował w czerwcu 2018 w Rosmalen, ulegając Richardowi Gasquetowi.
W grze podwójnej Chardy jest zwycięzcą 7 turniejów z 16 rozegranych finałów o randze ATP Tour.
W reprezentacji Francji w Pucharze Davisa zadebiutował w 2009 roku.
W rankingu gry pojedynczej Chardy najwyżej był na 25. miejscu (28 stycznia 2013), a w klasyfikacji gry podwójnej na 24. pozycji (3 lutego 2020).

### Finały w turniejach ATP Tour
| Legenda                                      |
| -------------------------------------------- |
| Wielki Szlem                                 |
| Igrzyska olimpijskie                         |
| Tennis Masters Cup / ATP Finals              |
| ATP Masters Series / ATP Tour Masters 1000   |
| ATP International Series Gold / ATP Tour 500 |
| ATP International Series / ATP Tour 250      |

#### Gra pojedyncza (1–2)
| Końcowy wynik | Nr | Data            | Turniej      | Nawierzchnia | Przeciwnik         | Wynik finału  |
| ------------- | -- | --------------- | ------------ | ------------ | ------------------ | ------------- |
| Finalista     | 1. | 8 lutego 2009   | Johannesburg | Twarda       | Jo-Wilfried Tsonga | 4:6, 6:7(5)   |
| Zwycięzca     | 1. | 19 lipca 2009   | Stuttgart    | Ceglana      | Victor Hănescu     | 1:6, 6:3, 6:4 |
| Finalista     | 2. | 17 czerwca 2018 | Rosmalen     | Trawiasta    | Richard Gasquet    | 3:6, 6:7(5)   |

#### Gra podwójna (7–9)
| Końcowy wynik | Nr | Data                 | Turniej            | Nawierzchnia  | Partner            | Przeciwnicy                        | Wynik finału      |
| ------------- | -- | -------------------- | ------------------ | ------------- | ------------------ | ---------------------------------- | ----------------- |
| Finalista     | 1. | 26 października 2009 | St. Petersburg     | Twarda (hala) | Richard Gasquet    | Colin Fleming Ken Skupski          | 6:2, 5:7, 4–10    |
| Zwycięzca     | 1. | 10 stycznia 2010     | Brisbane           | Twarda        | Marc Gicquel       | Lukáš Dlouhý Leander Paes          | 6:3, 7:6(5)       |
| Finalista     | 2. | 25 lipca 2010        | Hamburg            | Ceglana       | Paul-Henri Mathieu | Marc López David Marrero           | 3:6, 6:2, 8–10    |
| Finalista     | 3. | 26 lutego 2011       | Dubaj              | Twarda        | Feliciano López    | Michaił Jużny Serhij Stachowski    | 6:4, 3:6, 3–10    |
| Finalista     | 4. | 29 kwietnia 2012     | Bukareszt          | Ceglana       | Łukasz Kubot       | Robert Lindstedt Horia Tecău       | 6:7(2), 3:6       |
| Zwycięzca     | 2. | 15 lipca 2012        | Stuttgart          | Ceglana       | Łukasz Kubot       | Michal Mertiňák André Sá           | 6:1, 6:3          |
| Finalista     | 5. | 13 lipca 2014        | Båstad             | Ceglana       | Oliver Marach      | Johan Brunström Nicholas Monroe    | 6:4, 6:7(5), 7–10 |
| Zwycięzca     | 3. | 26 lipca 2015        | Båstad             | Ceglana       | Łukasz Kubot       | Juan Sebastián Cabal Robert Farah  | 6:7(6), 6:3, 10–8 |
| Zwycięzca     | 4. | 6 stycznia 2017      | Doha               | Twarda        | Fabrice Martin     | Vasek Pospisil Radek Štěpánek      | 6:4, 7:6(3)       |
| Finalista     | 6. | 7 maja 2017          | Monachium          | Ceglana       | Fabrice Martin     | Juan Sebastián Cabal Robert Farah  | 3:6, 3:6          |
| Zwycięzca     | 5. | 17 lutego 2019       | Rotterdam          | Twarda (hala) | Henri Kontinen     | Jean-Julien Rojer Horia Tecău      | 7:6(5), 7:6(4)    |
| Zwycięzca     | 6. | 24 lutego 2019       | Marsylia           | Twarda (hala) | Fabrice Martin     | Ben McLachlan Matwé Middelkoop     | 6:3, 6:7(4), 10–3 |
| Zwycięzca     | 7. | 5 maja 2019          | Estoril            | Ceglana       | Fabrice Martin     | Luke Bambridge Jonny O’Mara        | 7:5, 7:6(3)       |
| Finalista     | 7. | 8 czerwca 2019       | French Open, Paryż | Ceglana       | Fabrice Martin     | Kevin Krawietz Andreas Mies        | 2:6, 6:7(3)       |
| Finalista     | 8. | 20 września 2020     | Rzym               | Ceglana       | Fabrice Martin     | Marcel Granollers Horacio Zeballos | 4:6, 7:5, 8–10    |
| Finalista     | 9. | 7 lutego 2021        | Melbourne          | Twarda        | Fabrice Martin     | Nikola Mektić Mate Pavić           | 6:7(2), 3:6       |